# Oglasa confluens
Oglasa confluens är en fjärilsart som beskrevs av George Francis Hampson 1926. Oglasa confluens ingår i släktet Oglasa och familjen nattflyn. Inga underarter finns listade i Catalogue of Life.